# Fujiwara no Kinshi (1283–1352)
Fujiwara no Kinshi, född 1283, död 1352, även känd som Chōrakumon-in, var en japansk kejsarinna, gift med kejsar Go-Nijō.